# Filips van Bourgondië-Blaton

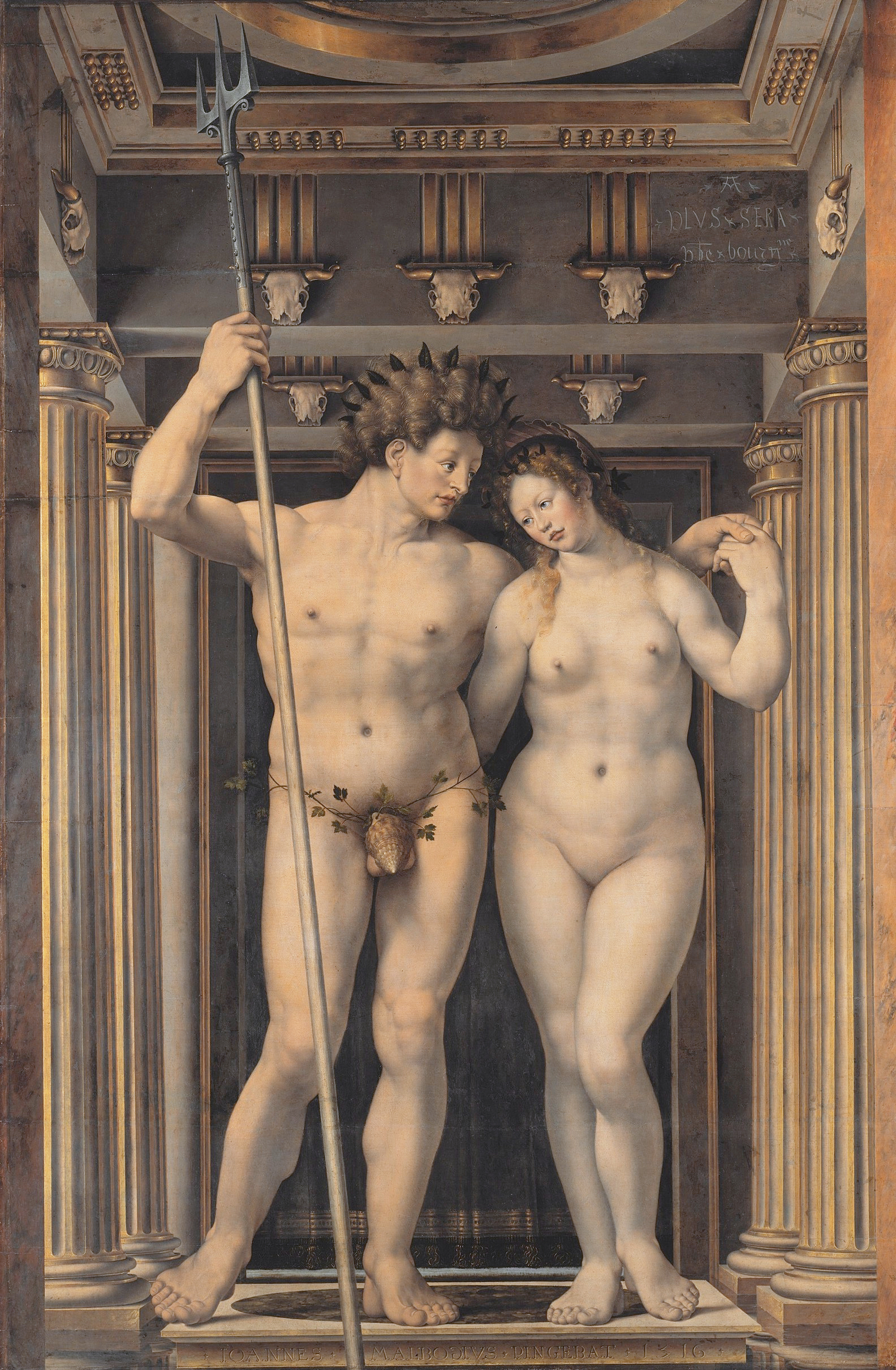
Neptunus en Amphitrite van Jan Gossaert in de Gemäldegalerie in Berlijn. De afgebeelde Neptunus is de personificatie van het admiraalschap van Filips.

Filips van Bourgondië-Blaton (Brussel, 1464 - Wijk bij Duurstede, 7 april 1524) was admiraal van de Nederlanden van 1498 tot 1517 en bisschop van Utrecht van 1517 tot 1524.

## Levensloop
Filips was een onwettige zoon van hertog Filips de Goede, evenals zijn halfbroer, de Utrechtse bisschop David van Bourgondië. In 1486 werd hij tot ridder geslagen en in 1491 doodde hij eigenhandig een tegenstander. Hij stond aan het hoofd van het Bourgondische leger in het Sticht en als zodanig weigerde hij de begrafenis van David uit te voeren zolang diens opvolging in overeenstemming met de Bourgondische belangen niet geregeld was. Hij werd in 1498 door Filips de Schone tot admiraal benoemd.

### Stadhouder van Gelre en Zutphen
In de jaren 1505-1507 trad hij namens de Habsburgse hertogen Filips de Schone en Maximiliaan I op als stadhouder van Gelre en Zutphen. Filips kon zijn gezag niet in het gehele gebied doen gelden, omdat Karel van Egmont de onafhankelijkheid van het hertogdom nastreefde. De Geldersen hadden in die tijd echter een gebrek aan oorlogsmiddelen en daardoor was Filips' stadhouderschap een betrekkelijk rustige periode in de Gelderse Oorlogen.
Na een expeditie naar Rome in 1508 vestigde hij zich op kasteel Souburg op Walcheren, dat hij mede door de schilder Jan Gossaert in renaissancestijl liet verbouwen.

### Bisschop van Utrecht
Filips werd door keizer Karel V uit politieke overwegingen op de Utrechtse zetel geplaatst ter vervanging van Frederik van Baden; het kapittel werd gepasseerd en de weerzin van de Staten van Neder- en Oversticht genegeerd. Bij zijn intocht in Utrecht had hij nog geen enkele wijding ontvangen; deze werden hem in de volgende dagen achter elkaar toegediend.
Hij leidde een luxueus bestaan in de bisschoppelijke residentie, het kasteel van Wijk bij Duurstede, als liefhebber van wapens, vrouwen en paarden. Hij leefde als een ware renaissance-vorst en hield zich weinig bezig met godsdienstige aangelegenheden, die hij aan plaatsvervangers uitbesteedde. Hij bekommerde zich niet om het opkomende lutheranisme.
Politiek was Filips niet erg succesvol: hij liet veel aan zijn raadgevers over en had moeite zich staande te houden te midden van alle partijstrijd in het bisdom, en onder zijn bewind ging het Oversticht in de strijd tussen keizerlijken en Geldersen grotendeels verloren (1520-1522). Zwolle was de kerkvorst zelfs zo beu dat men hem openlijk afviel en de Gelderse hertog Karel van Egmont erkende als landsheer; daar dit meineed was, heten de Zwollenaren sindsdien "Blauwvingers". De bisschop handhaafde zich slechts in Hasselt, Steenwijk en Oldenzaal.

## Mecenaat
Filips meest positieve bijdrage was ongetwijfeld zijn bevordering van de kunsten. Hij onderhield jarenlang de schilder Jan Gossaert en de humanist Geldenhouwer en trad op als beschermer van Erasmus. Hij bezat werk van Jheronimus Bosch.

## Voorouders
| Voorouders van Filips van Bourgondië-Blaton | Voorouders van Filips van Bourgondië-Blaton                       | Voorouders van Filips van Bourgondië-Blaton                       | Voorouders van Filips van Bourgondië-Blaton                               | Voorouders van Filips van Bourgondië-Blaton                               | Voorouders van Filips van Bourgondië-Blaton                    | Voorouders van Filips van Bourgondië-Blaton                    | Voorouders van Filips van Bourgondië-Blaton                    | Voorouders van Filips van Bourgondië-Blaton                    |
| ------------------------------------------- | ----------------------------------------------------------------- | ----------------------------------------------------------------- | ------------------------------------------------------------------------- | ------------------------------------------------------------------------- | -------------------------------------------------------------- | -------------------------------------------------------------- | -------------------------------------------------------------- | -------------------------------------------------------------- |
| Overgrootouders                             | Filips de Stoute (1342-1404) ∞ Margaretha van Male (1350-1405)    | Filips de Stoute (1342-1404) ∞ Margaretha van Male (1350-1405)    | Albrecht van Beieren (1336-1404) ∞ 1353 Margaretha van Brieg (±1342–1386) | Albrecht van Beieren (1336-1404) ∞ 1353 Margaretha van Brieg (±1342–1386) | ? (-) ∞ ? (-)                                                  | ? (-) ∞ ? (-)                                                  | ? (-) ∞ ? (-)                                                  | ? (-) ∞ ? (-)                                                  |
| Grootouders                                 | Jan zonder Vrees (1371-1413) ∞ Margaretha van Beieren (1363-1423) | Jan zonder Vrees (1371-1413) ∞ Margaretha van Beieren (1363-1423) | Jan zonder Vrees (1371-1413) ∞ Margaretha van Beieren (1363-1423)         | Jan zonder Vrees (1371-1413) ∞ Margaretha van Beieren (1363-1423)         | ? (-) ∞ ? (-)                                                  | ? (-) ∞ ? (-)                                                  | ? (-) ∞ ? (-)                                                  | ? (-) ∞ ? (-)                                                  |
| Ouders                                      | Filips de Goede (1396-1467) ∞ 1433 Margaretha Post (1397-1472)    | Filips de Goede (1396-1467) ∞ 1433 Margaretha Post (1397-1472)    | Filips de Goede (1396-1467) ∞ 1433 Margaretha Post (1397-1472)            | Filips de Goede (1396-1467) ∞ 1433 Margaretha Post (1397-1472)            | Filips de Goede (1396-1467) ∞ 1433 Margaretha Post (1397-1472) | Filips de Goede (1396-1467) ∞ 1433 Margaretha Post (1397-1472) | Filips de Goede (1396-1467) ∞ 1433 Margaretha Post (1397-1472) | Filips de Goede (1396-1467) ∞ 1433 Margaretha Post (1397-1472) |
| Filips van Bourgondië-Blaton (1464-1524)    |                                                                   |                                                                   |                                                                           |                                                                           |                                                                |                                                                |                                                                |                                                                |

- Bibliothèque nationale de France: cb15109699r (data)
- Biografisch Portaal: 89486815
- Digitale Bibliotheek voor de Nederlandse Letteren: phil028
- Gemeinsame Normdatei: 118791869
- International Standard Name Identifier: 0000 0000 2036 9594
- Library of Congress Control Number: n80140974
- Nederlandse Thesaurus van Auteursnamen: 095161376
- Système universitaire de documentation: 050578383
- Virtual International Authority File: 11155846
- WorldCat: E39PBJwxPPm93XBJwYK9kCxdQq